# Disperses Publikum
Der Begriff disperses Publikum geht auf Gerhard Maletzke zurück. Damit ist gemeint, dass die Rezipienten von Massenmedien (z. B. Zeitung, Hörfunk, Fernsehen) in der Regel räumlich (vielfach auch raumzeitlich) voneinander getrennt sind. Disperses Publikum bezeichnet damit die Gesamtheit aller Rezipienten eines Medienangebots, die räumlich und zeitlich voneinander getrennt sein können. Somit bestehen zwischen ihnen auch keinerlei direkte zwischenmenschliche Beziehungen. Zwar sind die Rezipienten untereinander anonym, dennoch wissen sie, dass sich außer ihnen noch zahlreiche andere Menschen den gleichen Aussagen der Massenmedien zuwenden. Weitere Kennzeichen sind Inhomogenität und Unstrukturiertheit des dispersen Publikums: Ein disperses Publikum „weist keine Rollenspezialisierungen auf und hat keine Sitte und Tradition, keine Verhaltensregeln und Riten und keine Institutionen“. Das disperse Publikum ist ein entscheidendes Kennzeichen von Massenkommunikation.